# Фредерик Бастја
Клод Фредерик Бастја (фр. Claude Frédéric Bastiat; Бајон, 30. јун 1801 — Рим, 24. децембар 1850) је био баскијско-француски економиста, народни посланик и теоретичар класично либералне школе. Познат је по развоју економског концепта опортунистичког трошка, као и аутор значајне Параболе о разбијеном прозору. Његове идеје озбезбедиле су темељ либерализму и Аустријској економској школи.

## Утицаји
Адам Смит и Жан-Батист Сеј су били међу најснажнијим утицајима на његово економско и политичко размишљање. Бастја је постао политички активан током Јулске револуције, а његова јавна каријера је почела током 1844. Следећих шест година његовог живота, успео је објави значајне есеје и радове који су до данас остали релевантни у аргументацији за слободно тржиште и против протекционизма и државних субвенција.

## Гробница Бастје
Бастја је умро у Риму, а сахрањен је у гробници цркве Светог Лудвига Француског у центру града. На самрти је изјавио да је његов пријатељ Гистав де Молинари (издавач Бастјаове књиге „Закон“ из 1850. године) његов духовни наследник.

## Додатни извори
- Фредерик Бастја на сајту Пројекат Гутенберг (језик: енглески)
- Фредерик Бастја на сајту Internet Archive (језик: енглески)
- Фредерик Бастја на сајту LibriVox (језик: енглески)
- Bastiat.org publishes and indexes information about Bastiat
- Cercle Frédéric Bastiat publishes and indexes information about Bastiat
- The Bastiat Society Архивирано на веб-сајту  (23. мај 2023)
- "Frédéric Bastiat: Libertarian Challenger or Political Bargainer?" article by economist Brian Baugus on the development of Bastiat's thinking
- The Bastiat Collection Volume 1 Архивирано на веб-сајту  (2. јул 2014), The Bastiat Collection Volume 2 Архивирано на веб-сајту  (2. јул 2014) – A collection of Bastiat works published by the Ludwig von Mises Institute
- Audio version of Russell's translation of The Law
- The Law – Frederic Bastiat (PDF English)